# Вільям Чарльз Лінней Мартін
Вільям Чарльз Лінней Мартін (англ. William Charles Linnaeus Martin) (1798 — 15 лютого 1864) — британський натураліст.

## Біографія
Був куратором музею Королівського товариства від 1830 по 1838 рік. Потім він стає письменником, який спеціалізувався на природній історії й написав тисячі статей і декілька важливих книг.

## Описані види

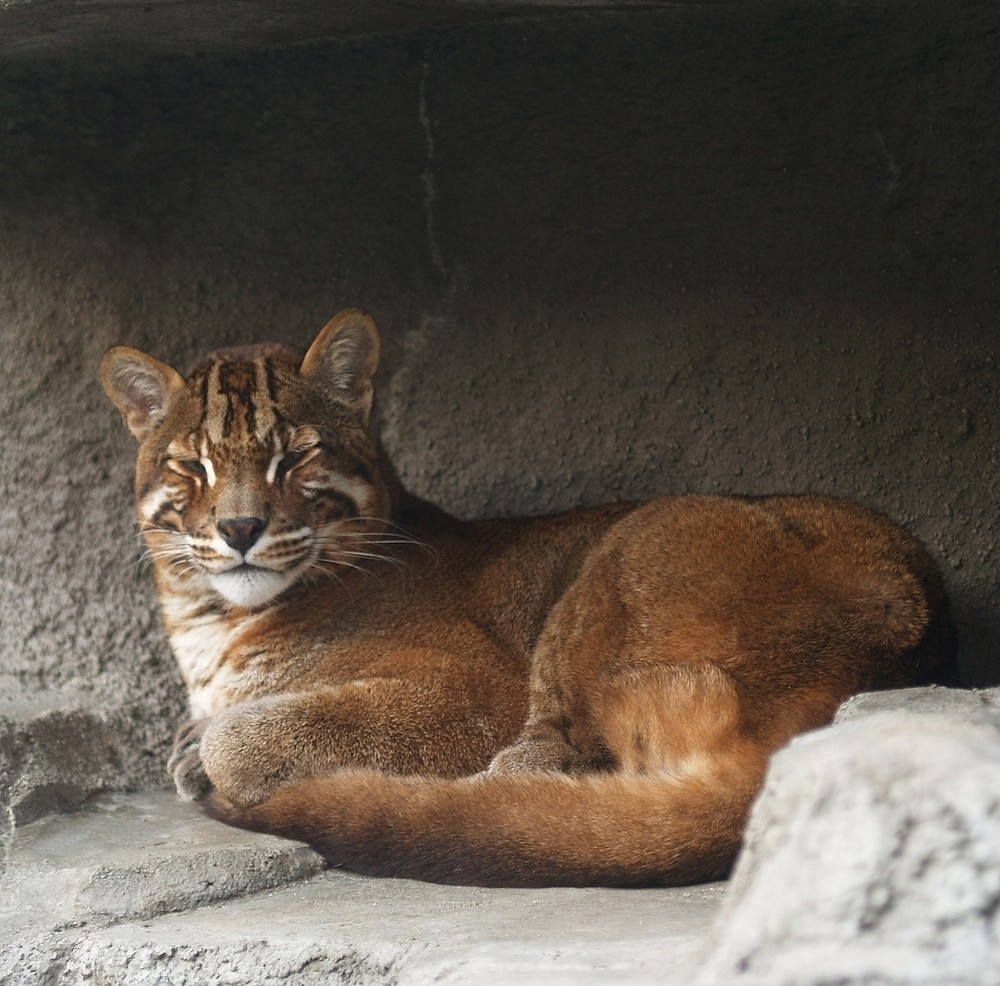
Pardofelis temminckii